# Xã Teien, Quận Kittson, Minnesota
Xã Teien (tiếng Anh: Teien Township) là một xã thuộc quận Kittson, tiểu bang Minnesota, Hoa Kỳ. Năm 2010, dân số của xã này là 73 người.